# 田邉彩七
田邉 彩七（たなべ あやな、2001年6月6日 - ）は、日本の女子バレーボール選手である。

## 来歴
新潟県三条市出身。
富山第一高等学校、日本大学を経て、2023-24シーズン、V.LEAGUE DIVISION1 WOMEN（V1女子）に所属するKUROBEアクアフェアリーズの内定選手となった。内定選手としてV1女子の試合に出場し、Vリーグデビューを果たした。

## 所属チーム
- 富山第一高等学校（2017-2020年）
- 日本大学（2020-2024年）
- KUROBEアクアフェアリーズ富山（2024年-）